# Magali Clément
Magali Clément (Fecha de nacimiento desconocida – 15 de noviembre de 2008) fue una actriz y directora de nacionalidad francesa, fallecida en Bayeux, Francia.

## Filmografía

### Como actriz
- 1970 : Crime et Châtiment
- 1973 : L'Inconnu
- 1976 : El otro señor Klein, de Joseph Losey
- 1977 : Dernière sortie avant Roissy, de Bernard Paul
- 1978 : Sale rêveur, de Jean-Marie Périer
- 1978 : Vas-y maman, de Nicole de Buron
- 1978 : Médecins de nuit, de Philippe Lefebvre, episodio Alpha
- 1978 : Médecins de nuit, de Philippe Lefebvre, episodio Jean-François
- 1979 : Les Naufragés du Havre
- 1981 : La Gueule du loup, de Michel Léviant
- 1981 : Maria Vandamme, serie de Jacques Ertaud en 3 episodios
- 1983 : Coup de feu, cortometraje
- 1987 : Jaune revolver

### Como directora
- 1983 : Coup de feu, cortometraje
- 1987 : La Maison de Jeanne
- 1987 : L'amour est blette, cortometraje
- 1994 : Dieu que les femmes sont amoureuses

## Teatro
- 1976 : Les Estivants, de Máximo Gorki, escenografía de Michel Dubois, Comédie de Caen
- 1978 : Les Assiégés, de Francis Stone, escenografía de Jean-Gabriel Nordmann, Teatro Mouffetard